# Ludwig Polzer-Hoditz
Ludwig Polzer-Hoditz gróf, született Ludwig Polzer (Prága, 1869. április 23. – Bécs, 1945. október 13.), katonatiszt, politikus, író, antropozófus.
Apja Julius Ritter von Polzer (1834 – 1912. július 25., Bécs), ősi sziléziai nemzetségből származó lovag, katonatiszt. Anyja Maria Christine von Hoditz und Wolframitz grófnő (1846 – 1924. október 11., Baden), családfájuk a 12. századig vezethető vissza.

## Életrajza

### Gyermekkor
Még születése évében Lembergbe költöztek, ahol 1870-ben megszületett öccse, Arthur. 1872-ig Bécsben laktak, majd Plzen, Graz, majd megint Bécs következett. 1875-ben született húga, Marie-Sefine.
1879-től Ludwig a grazi állami gimnázium tanulója volt. Nem volt igazán jó tanuló, ritkán állt jobban közepesnél; hittanból volt csak jó jegye, valamint földrajzból és történelemből. 1883-ban, 14 éves korában lépett először magyar földre: Modorban töltötte szünidejét, és ez a hely lett évtizedekig a család kedves nyaralóhelye.

### Katonai pálya
1886-ban a gimnázium elvégzése után lovassági kadétiskolán tanult tovább Weißkirchenben, ahol aztán évfolyamelső lett. 1888-tól a bécsi huszárezrednél szolgált, majd hadnaggyá léptették elő. 21 évesen jött az első szerelem Blanche Tollemanche-zal, ősi kelta családból származó hölggyel, aki aztán visszaköltözött Angliába. 1891-ben a szombathelyi huszárezredben szolgál Arthur öccsével (akinek kiképzőtisztje lesz), és későbbi barátjával, Széchenyi Emánuel gróffal. Széchenyi húga, Jenny, a következő nagy szerelem, az ő kedvéért tanult meg magyarul. A fiatal lány azonban két év múlva meghalt. 1895-től Ludwig a bécsi katonai főiskolán volt lovasoktató.

### Családi élet
28 éves kora körül megismerkedett Bertha Kotz von Dobrz bárónővel (1879-1945), 1900 áprilisában el is jegyezte, majd szeptember 12-én összeházasodtak. Októbertől Ludwigot Varasdra helyezték. 1901. június 22-én megszületett első fiuk: Josef Wlasko. Ludwig megelégelte a katona-életet, a sok költözést, nyugalomba vonult. Peggauba költöztek.
1902. június 4-én megszületett második fiuk: Julius. 1904-ben, 35 éves korában, Ludwig Polzert nagynénje, Mathilde Hoditz örökbe fogadta. Ekkor vette fel a Hoditz nevet. (Ritter von Polzer-Hoditz und Wolframitz). 1906-ban A peggaui birtok eladása után a Tannbach-i kastélyba költöztek (Felső-Ausztria).

### Szellemi élet
1908. november 23-án először hallgatta Rudolf Steiner előadását Bécsben. 2 év múlva látogatást tett magyar barátainál, Pálffy Vilmos és Széchenyi Gábor grófoknál. Augusztusban járt először Angliában. 1911-ben 42 évesen lépett a politikai élet küszöbére. Birtoka, illetve Felső-Ausztria mezőgazdaságának érdekében, az első birodalmi választások idején röpiratot tett közzé Választási szemlélődés címmel. Megalapítja a Független Vidék Pártot. Feleségével ugyanebben az évben intenzíven tanulmányozták Steiner János evangéliumát. Júniusban Ludwig személyesen is találkozott Rudolf Steinerrel, és ezután lépett be a Teozófiai Társaság német szekciójába, melynek akkor még Steiner volt a vezetője.
1912 júliusában meghalt Ludwig édesapja, Julius, aki már fia előtt megismerte az antropozófiát, így akaratlanul is inspirálta őt annak megismerésére. Modorban, magyar földben helyezték végső nyugalomra. Még ugyanabban az évben Ludwig belépett a Rudolf Steiner által alapított Antropozófiai Társaságba. 1913-ban a család Linzbe költözött. Münchenben megismerkedett Walter Johannes Steinnel. Vele és Otto von Lerchenfeld gróffal az elsők voltak, akik megértették Steinernek a szociális organizmus (a társadalom) hármas tagozódásáról szóló eszméjét. 1913. szeptember 20-án Ludwig is ott volt a svájci Dornachban, a Goetheanum-nak, az antropozófia központi épületének alapkőletételénél.

### Háborús évek
A világháború kitöréskor Steiner utalt Ludwignak arra a különös hasonlatra, amely a harmincéves háború és a kezdődő világégés között fellelhető: amennyiben a most kitört, és a következő, csak szellemi látással észlelhető háború egy (1914-1945), közte csupán "szünet" van…
1915 októberétől Ludwig Prágában tartott antropozófiai kurzusokat. 1916. december 30-án volt IV. Károly magyar királlyá koronázása. Ez, Ludwig öccse, Arthur szerint (aki ekkor már kabinetfőnök), túl korai lépés volt, behatárolta a császár későbbi mozgásterét.
1917 júliusában a császár felajánlotta Arthurnak az osztrák miniszterelnöki címet. Azonban ő ezt nem fogadta el, ami az események későbbi ismeretében sorsdöntőnek és visszafordíthatatlannak bizonyult. Rudolf Steiner ugyanekkor írta két Memorandumát. Ezeket W.J. Stein segítségével juttatta el a császárnak, és Közép-Európa számos politikusának: többek között a Monarchia miniszterelnökének, Németország külügyminiszterének stb., ám az nem válthatta be a hozzá főzött reményeket. A császárt személyesen egyébként nagyon érdekelte a hármas tagozódás intézménye, ám ezzel (közéleti emberként) gyakorlatilag egyedül maradt.
1917 októberében Ludwigot és Arthurt a császár grófi rangra emelte. Novemberben viszont Arthurt, egy összeesküvés következményeképpen lemondatták kabinetfőnöki posztjáról.

### Közélet

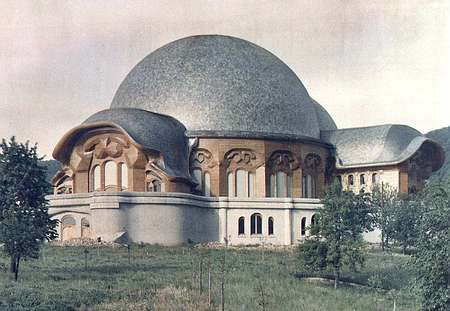
Az első Goetheanum. Dornach, Svájc

1919-től Ludwig nagy erővel dolgozott a társadalmi hármas tagozódás elterjesztésén, rendszeresen publikált. Ennek folyamánya volt első nyilvános előadása is, Bécsben: A német szellemi élet szükségessége Európa számára. 1920. augusztus 23-án tartotta első előadását a háború alatt felépült Goetheanumban: Nagy Péter cár testamentuma; ennek folytatása 1922 áprilisában A szellem elleni harc és Nagy Péter cár testamentuma.
1922. június 1-12 között Bécsben szervezte a második nemzetközi antropozófiai világkongresszust: a Nyugat-Kelet Konferenciát (Westliche und Östliche Weltgegensätzlichkeit), amit ő nyitott meg. Ezen naponta kétezer európai küldött vett részt. 1924-ben megszületett unokája, Christward Johannes. 1924 Mihály-napján Ludwig első főiskolai órája volt Bécsben, az Osztrák Antropozófiai Társaságban.
1925-ben 56 éves, amikor mestere, Rudolf Steiner meghalt. Azon kevesek közé tartozott, akik ott lehettek betegágyánál.

### Szellemtudomány

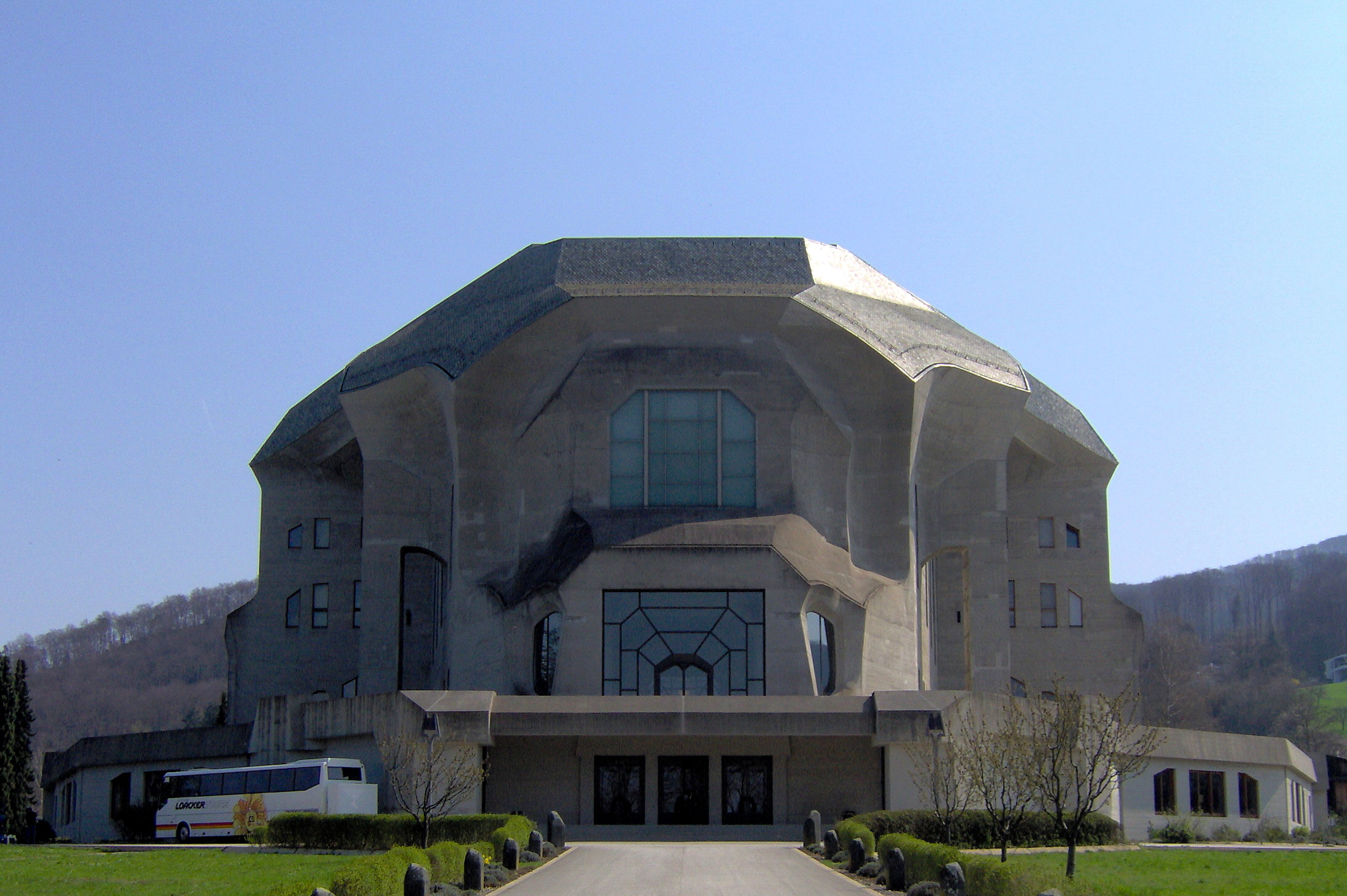
A második Goetheanum. Dornach, Svájc

Gazdasága vezetését átadja Julius fiának, hogy ő teljes mértékben az antropozófiai munkának szentelhesse életét.
1927 szeptemberében, Budapesten találkozik először Nagy Emilné Göllner Máriával. Ludwig Karácsonykor Dornachban tart három előadást, Az európai Közép misztériuma címmel.
1928 nyarán a Dunán lefelé hajózva olvasta T.G. Schröer Thököly c. drámáját. Az év végén – egymás munkájáról nem is tudván –, csaknem egyidőben jelenik meg Arthur Polzer-Hoditz Kaiser Karl. Aus der Geheimmappe seines Kabinettschefs. valamint Ludwig Polzer-Hoditz Das Mysterium der europäischen Mitte c. könyve  Két figyelemre méltó momentum: Arthurnak Károly császárról írott könyve 1930-ban kiadott angol fordításából kimaradtak a hármas tagozódásról szóló részek, és Steiner Memorandumainak szövegei is, Ludwig könyve pedig az első német kiadást leszámítva, csak most, magyar nyelven olvasható újra.
1930 januárjában Ludwig Budapesten találkozik Nagy Emillel. Júniusban Ludwig Polzer-Hoditz is megfogalmazott egy memorandumot, amellyel emlékeztetni akarta Európa vezető politikusait Steiner felhívására és javaslatára. "Memorandumom abból a mélységes törekvésből és szükségletből született, hogy Rudolf Steiner figyelmeztetését még egyszer megkíséreljem vezető személyiségek emlékezetébe idézni. Úgy érzem, apokaliptikus idők előtt állunk.", írta 1930-ban. Pár hónap múlva a németországi választásokon a nemzeti szocialista párt győzött, a folytatás ismert.
1931 áprilisában Ludwig ismét Budapesten járt, és a Mátyás-templomban olyan inspiráció érte, ami után intenzíven foglalkozik Mátyás király életével, szellemtudományi szempontból. 1933 novemberében két előadást tart Budapesten, a Bristol Hotelban: 15-én A XV. század és a jelenkor, az antropozófia megvilágításában, 19-én Türingiai Erzsébet és Erzsébet királyné. Ez utóbbin részt vesz Andrássy Géza gróf és Pálffy gróf családja is.
1934. április 14. Badenben meghalt húga, Marie-Sefine. Szeptember 21-én hajnalban egy különös hangra ébredt: "A szerb királyt meg fogják gyilkolni!". I. Sándor uralkodóként is érdeklődött az antropozófia tanai iránt, Steiner könyveiből is olvasott. És független akart maradni mind a nyugati, mind a keleti politikai erőktől. Ludwig azonnal levelet írt az udvartartás megfelelő helyeire, hogy mondják le a király következő külföldi útját. Figyelmeztetéseit (Ludwig Polzer-Hoditz addigi politikai tevékenysége és ismertsége ellenére) sem vették komolyan. A királyt október 9-én Marseille-ben meggyilkolták. Ludwig később ezt írta emlékirataiban: "A király meggyilkolásánál ugyanazok az erők működtek, mint Ferenc Ferdinánd esetében."

### Szellemi terror
1935-ben, az év kezdetekor újabb memorandumot fogalmazott meg, ismét Közép-Európa államférfiúi részére. Ennek fogadtatásáról nem maradtak feljegyzések. A memorandum szerint (röviden) két hatalom van, mely minden emberi haladást megakadályoz. Az egyik gazdasági, a másik szellemi téren hat. Áprilisban az említett szellemi nyomás az Általános Antropozófiai Társaságot sem kímélte. Több tagot, köztük országos vezetőket akartak kizárni; köztük Dunlopot, az angol főtitkárt, Emmichovent a holland főtitkárt, Koliskot, Ita Wegmant. Utóbbi vezetőségi tag is volt. Ludwig nagy hatású beszédet tartott társai érdekében, ám ez mégsem volt elegendő a kizárások megakadályozásához, azok mégis visszavonhatatlanul megtörténtek. Májusban Ludwig Pardubicében újraszervezte a csehországi antropozófiai mozgalmat. Több csoport is csatlakozott hozzájuk, melyek a központtól függetlenül dolgoztak tovább. Júliusban 12 évi vezetőségi tagság után önként kilépett az Osztrák Antropozófiai Társaságból. (Majd egy év múlva az Általános Antropozófiai Társaságból is.) Augusztusban Hévízen kezeltette magát, és élénk levelezést folytatott W.J. Steinnel, többek között Christian Rosenkreutz és Corvin Mátyás életéről.
1935. november 1-jén Németországban a Gestapo betiltotta az Antropozófiai Társaság működését. Ugyanebben a hónapban – fentiek összefüggésében – Prágában előadást tart a templomosokról.
1936-tól Prágában élt. 1937 márciusában újabb, utolsó memorandumot készített: "Csehország kulcspozíciója Európában", aminek középpontjában a jezsuiták és a szabadkőművesek együttműködése áll, Közép-Európa gazdasági és szellemi életében.
1937 karácsonyára könyvet kapott ajándékba Rákóczi fejedelemről, akinek életét is ezután behatóan tanulmányozta. 1938 júniusában megszületett unokája, Berta-Beata. 1939-ben, 70 éves korában egy nagy itáliai körutat tett, ez volt utolsó nagy útja. 1939 márciusában Cseh- és Morvaországban is betiltottak minden antropozófiai tevékenységet.

### Újabb háború
1939 novemberében meglátogatta öreg barátja, Alfred Meebold, aki végső búcsút vett tőle, és örökre elhagyta Európát. 1944. június 11-én Josef fia, majd 1945. április 8-án Julius fia elesett a fronton. 1945. július 24-én egy napon halt meg felesége Bertha, Freistadtban, valamint Arthur öccse Bécsben. Kastélyát, birtokát a szovjet hadsereg kifosztotta, majd kisajátította. Emlékiratainak (melyet 1939-től írt) utolsó megírt, VI. kötete az enyészeté lett.
1945 szeptemberében Bécsben lakott, amikor vakbélgyulladással kórházba szállították. Megműtötték, négy hétig feküdt, idővel keringési zavarok léptek fel nála. Október 13., reggel 6 óra. Ludwig Polzer-Hoditz szívgyengeségben elhalálozott. Életének utolsó óráit teljesen világos tudattal, folyamatos meditációban töltötte.

## Főbb művei
- 1922 Der Kampf gegen den Geist und das Testament Peters des Grossen
- 1928 Das Mysterium der europäischen Mitte

Az európai Közép misztériuma (Ita Wegman Alapítvány, 2006)
- 1937. Erinnerungen (visszaemlékezések)
- 1942. Rudolf – Ausztria trónörököse (dráma)
- 1943. In memoriam Frau Dr. Ita Wegman (emlékirat)
- Schicksalsbilder aus der Zeit meiner Geistesschülerschaft (2000) (részletek)

### Magyarul
- Az európai közép misztériuma. Világtörténelmi sorselmélkedés Rudolf Steiner két fejtegetésével és tíz képpel; ford. Terényi Éva; Ita Wegman Alapítvány–Natura-Budapest Kft., Bp., 2006

### Lásd még
- "Das Fragezeichen in Huntingtons Aufsatztitel "The Clash of Civilizations?""